# Puchar Intertoto UEFA (2004)
Puchar Intertoto 2004 był 44. edycją piłkarskiego turnieju, dziesiątą pod egidą UEFA. Trzy zwycięskie drużyny: Lille OSC, FC Schalke 04 i Villarreal CF awansowały do rozgrywek Pucharu UEFA. W Pucharze występowała jedna polska drużyna – Odra Wodzisław Śląski.

## I runda
Po pierwszej rundzie z rozgrywek odpadła Odra Wodzisław Śląski. 20 czerwca 2004 w pierwszym meczu pomiędzy Odrą Wodzisław a Dynamem Mińsk Odra wygrała w Wodzisławiu Śląskim 1-0, a bramkę dla wodzisławskiego klubu zdobył Marek Kubisz. 27 czerwca 2004 klub z Wodzisławia Śląskiego przegrał w Mińsku z Dynamem 0:2 i dzięki przewadze jednej bramki do II rundy awansował zespół z Białorusi.
| Drużyna 1               | Wynik dwumeczu | Drużyna 2             | Pierwszy mecz | Drugi mecz |
| ----------------------- | -------------- | --------------------- | ------------- | ---------- |
| Odra Wodzisław          | 1–2            | Dynamo Mińsk          | 1–0           | 0–2        |
| NK Publikum             | 2–2(br. wyj.)  | FK Sloboda Tuzla      | 2–1           | 0–1        |
| Vllaznia                | 4–2            | Hapoel Be'er Szewa    | 1–2           | 3–0        |
| Ethnikos Achna          | 2–10           | Wardar Skopje         | 1–5           | 1–5        |
| Hibernians F.C.         | 2–4            | NK Slaven Belupo      | 2–1           | 0–3        |
| UE Sant Julià           | 0–11           | Sartid Smederevo      | 0–8           | 0–3        |
| Marek Dupnica           | 2–0            | FC Dila Gori          | 0–0           | 2–0        |
| FC Spartak Moscow       | 2–1            | FK Atlantas           | 2–0           | 0–1        |
| MFC Sopron              | 2–3            | FK Teplice            | 1–0           | 1–3        |
| FC Thun                 | 2–0            | Gloria Bistrița       | 2–0           | 0–0        |
| Myllykosken Pallo -47   | 3–4            | FC Tescoma Zlín       | 1–1           | 2–3        |
| SC Schwarz-Weiß Bregenz | 1–5            | Khazar Universiteti   | 0–3           | 1–2        |
| FC Spartak Trnava       | 4–4(br. wyj.)  | Debreceni VSC         | 3–0           | 1–4        |
| KS Teuta                | 0–4            | FK ZTS Dubnica        | 0–0           | 0–4        |
| K.A.A. Gent             | 3–1            | Fylkir                | 2–1           | 1–0        |
| Cork City F.C.          | 4–1            | Malmö FF              | 3–1           | 1–0        |
| FK Vėtra                | 4–0            | Narva Trans           | 3–0           | 1–0        |
| Odense BK               | 7–0            | Ballymena United F.C. | 0–0           | 7–0        |
| CS Grevenmacher         | 1–1(br. wyj.)  | Tampere United        | 1–1           | 0–0        |
| Aberystwyth Town F.C.   | 0–4            | Dinaburg FC           | 0–0           | 0–4        |
| Esbjerg fB              | 7–1            | NSÍ Runavík           | 3–1           | 4–0        |

## II Runda
W wyniku meczów rozegranych w II rundzie Pucharu do III rundy awansowało 16 zespołów.
| Drużyna 1         | Wynik dwumeczu | Drużyna 2           | Pierwszy mecz | Drugi mecz |
| ----------------- | -------------- | ------------------- | ------------- | ---------- |
| K.V.C. Westerlo   | 0–3            | FC Tescoma Zlín     | 0–0           | 0–3        |
| Hibernian F.C.    | 1–2            | FK Vėtra            | 1–1           | 0–1        |
| KRC Genk          | 5–1            | Marek Dupnica       | 2–1           | 3–0        |
| Odense BK         | 0–5            | Villarreal CF       | 0–3           | 0–2        |
| FK Teplice        | 1–4            | Szynnik Jarosław    | 1–2           | 0–2        |
| FK ZTS Dubnica    | 1–7            | FC Slovan Liberec   | 1–2           | 0–5        |
| VfL Wolfsburg     | 3–7            | FC Thun             | 2–3           | 1–4        |
| OFK Beograd       | 5–1            | Dinaburg FC         | 3–1           | 2–0        |
| NEC Nijmegen      | 0–1            | Cork City F.C.      | 0–0           | 0–1        |
| Esbjerg fB        | 2–1            | OGC Nice            | 1–0           | 1–1        |
| FC Spartak Moscow | 5–1            | NK Kamen Ingrad     | 4–1           | 1–0        |
| Tampere United    | 3–1            | Khazar Universiteti | 3–0           | 0–1        |
| Dynamo Mińsk      | 4–3            | Sartid Smederevo    | 1–2           | 3–1(dogr.) |
| FC Spartak Trnava | 3–1            | FK Sloboda Tuzla    | 2–1           | 1–0        |
| Wardar Skopje     | 1–1 (k. 4:3)   | K.A.A. Gent         | 1–0           | 0–1        |
| NK Slaven Belupo  | 2–1            | Vllaznia            | 2–0           | 0–1        |

## III Runda
Do półfinałów awansowało 12 drużyn, które zwyciężyły w dwumeczach rozgrywanych w III rundzie. Z rywalizacji na tym etapie odpadł zespół Dynama Mińsk, który w I rundzie Pucharu pokonał Odrę Wodzisław Śląski.
| Drużyna 1            | Wynik dwumeczu | Drużyna 2         | Pierwszy mecz | Drugi mecz |
| -------------------- | -------------- | ----------------- | ------------- | ---------- |
| FC Tescoma Zlín      | 4–4(br. wyj.)  | Atlético Madrid   | 2–4           | 2–0        |
| FC Nantes Atlantique | 4–2            | Cork City F.C.    | 3–1           | 1–1        |
| KRC Genk             | 2–2(br. wyj.)  | Borussia Dortmund | 0–1           | 2–1        |
| FC Thun              | 3–5            | Hamburger SV      | 2–2           | 1–3        |
| Szynnik Jarosław     | 2–6            | União Leiria      | 1–4           | 1–2        |
| FC Schalke 04        | 7–1            | Wardar Skopje     | 5–0           | 2–1        |
| FC Slovan Liberec    | 2–1            | Roda JC           | 1–0           | 1–1(dogr.) |
| Lille OSC            | 4–3            | Dynamo Mińsk      | 2–1           | 2–2        |
| NK Slaven Belupo     | 2–2(br. wyj.)  | FC Spartak Trnava | 0–0           | 2–2        |
| Tampere United       | 0–1            | OFK Beograd       | 0–0           | 0–1        |
| Villarreal CF        | 3–2            | FC Spartak Moscow | 1–0           | 2–2        |
| FK Vėtra             | 1–5            | Esbjerg fB        | 1–1           | 0–4        |

## Półfinały
28 lipca i 4 sierpnia 2004 w wyniku rozegranych półfinałów do finału rozgrywek awansowało 6 drużyn.
| Drużyna 1         | Wynik dwumeczu | Drużyna 2            | Pierwszy mecz | Drugi mecz |
| ----------------- | -------------- | -------------------- | ------------- | ---------- |
| Esbjerg fB        | 1–6            | FC Schalke 04        | 1–3           | 0–3        |
| OFK Beograd       | 1–5            | Atlético Madrid      | 1–3           | 0–2        |
| KRC Genk          | 0–2            | União Leiria         | 0–0           | 0–2        |
| Villarreal CF     | 2–0            | Hamburger SV         | 1–0           | 1–0        |
| Lille OSC         | 4–1            | NK Slaven Belupo     | 3–0           | 1–1        |
| FC Slovan Liberec | 2–2(br. wyj.)  | FC Nantes Atlantique | 1–0           | 1–2        |

## Finał
Mecze finałowe rozegrano 10 sierpnia i 24 sierpnia 2004. Trzy zwycięskie drużyny awansowały do rozgrywek Pucharu UEFA.
| Drużyna 1     | Wynik dwumeczu | Drużyna 2         | Pierwszy mecz | Drugi mecz |
| ------------- | -------------- | ----------------- | ------------- | ---------- |
| Lille OSC     | 2–0            | União Leiria      | 0–0           | 2–0(dogr.) |
| FC Schalke 04 | 3–1            | FC Slovan Liberec | 2–1           | 1–0        |
| Villarreal CF | 2–2 (k. 3:1)   | Atlético Madrid   | 2–0           | 0–2        |